# Ward Vergote

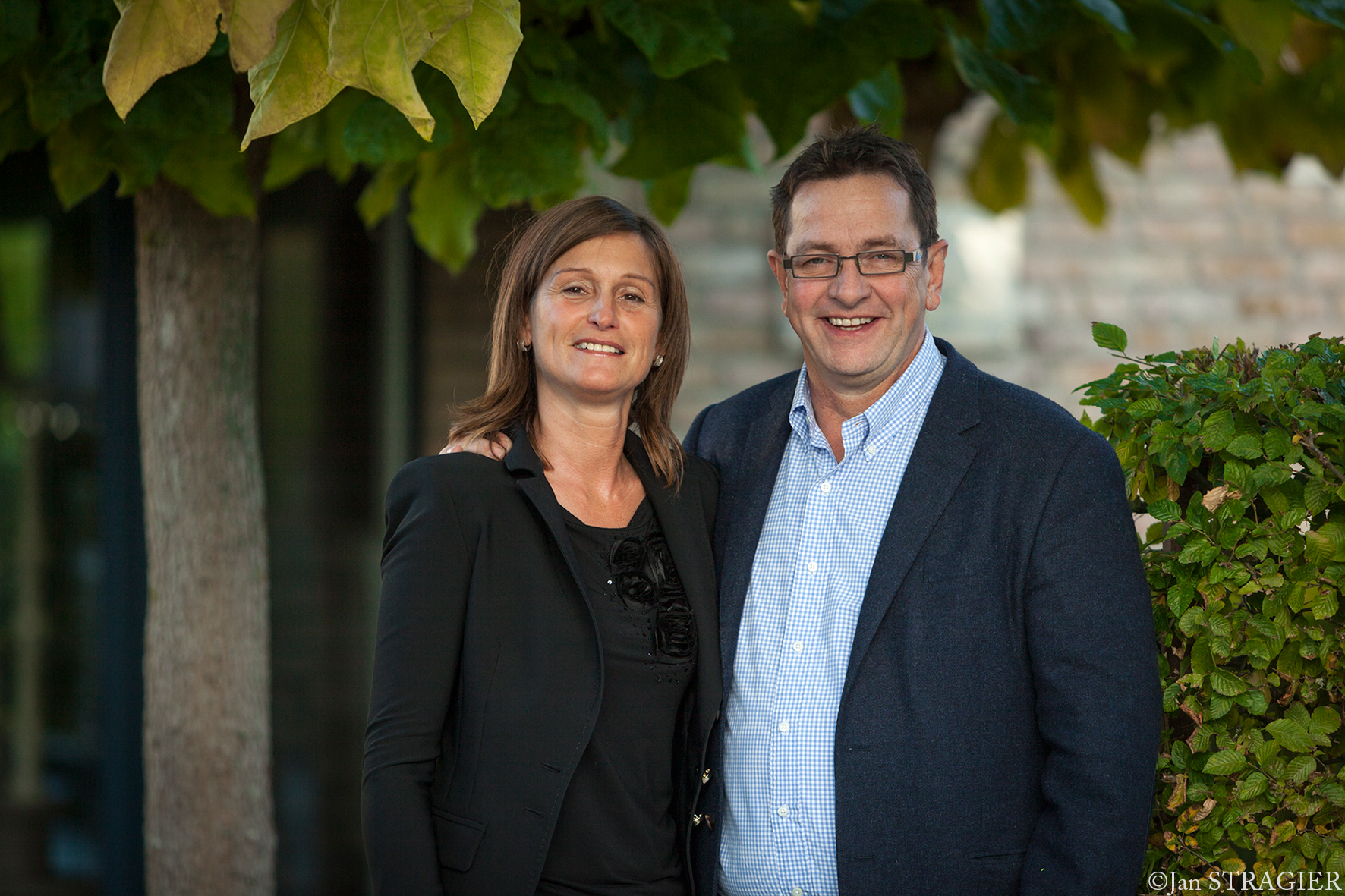
Burgemeester Vergote met zijn vrouw

Ward Vergote (Roeselare, 31 oktober 1961) is een Belgisch liberaal politicus. Hij was van 1 januari 2013 tot 6 januari 2025 burgemeester van Moorslede en werd in juli 2024 voor zes maanden geschorst na te zijn veroordeeld voor belangenvermenging. Na afloop van zijn schorsing was Vergote nog zes dagen burgemeester.

## Biografie
Vergote studeerde tandtechniek in Brugge. In 1986 startte hij samen met zijn echtgenote een eigen zaak in Dadizele. 
In 1994 nam hij voor het eerst deel aan de gemeenteraadsverkiezingen in Moorslede en stond op de lijst Gembel (Gemeentebelangen). 
In 1999 werd hij voorzitter van de lokale afdeling VLD. 
Bij de verkiezingen van 2000 was hij lijsttrekker voor VISIE, een lokale partij met voornamelijk VLD-leden. Hij werd gemeenteraadslid in de oppositie. 
Ook in 2006 slaagde hij er niet in om in de meerderheid te zetelen met de lijst VISIE06.
Zes jaar later was hij opnieuw lijsttrekker voor VISIE, de kartelpartij behaalde 8 van de 21 zetels. Samen met PRO (4 zetels) kon hij een coalitie vormen en werd hij burgemeester van Moorslede.
Op 14 oktober 2018 werd Ward Vergote herverkozen als burgemeester van Moorslede voor een tweede termijn (2019-2024). Dit keer in coalitie met de partij Sterk.
In 2020 distantieerde Ward Vergote zich van zijn partij Open Vld, omdat hij zich niet kon vinden in de deelname van de partij aan de Vivaldi-regering.
In december 2023 werd hij veroordeeld tot een jaar cel met uitstel en een geldboete van 8.000 euro wegens belangenvermenging. In juli 2024 schorste Vlaams minister van Binnenlands Bestuur Gwendolyn Rutten Vergote voor de resterende looptijd van de bestuursperiode. Schepen Nessim Ben Driss volgde hem als burgemeester op. Alhoewel iemand die veroordeeld is voor belangenvermenging twaalf jaar geen kandidaat mag zijn bij de gemeenteraadsverkiezingen wou zijn partij VISIE hem toch als lijstduwer op hun kandidatenlijst bij de gemeenteraadsverkiezingen van oktober dat jaar. Pas na de indiening van de kandidatenlijsten werd beslist dat hij geschrapt werd van de kandidatenlijst. Omdat de installatie van het nieuwe bestuur door een uiteindelijk verworpen klacht bij de Raad voor Verkiezingsbetwistingen een maand langer dan voorzien uitbleef en pas op 6 januari 2025 kon doorgaan, kon Vergote na afloop van zijn schorsing op 1 januari 2025 nog zes dagen het burgemeesterschap uitoefenen. Hij werd daarna opgevolgd door Sherley Beernaert van de lijst Sterk.